# Isména
Isména případně Isméné (řecky Ίσμηνη, latinsky Ismena) je v řecké mytologii dcera thébského krále Oidipa a jeho matky a manželky Iokasté.
Když se naplnila věštba a prokletí jejího otce Oidipa a on zjistil, že před léty zabil krále Láia, vlastního otce a poté se oženil s jeho manželkou Iokasté, svou vlastní matkou, zoufalá královna spáchala sebevraždu a Oidipús se oslepil.
Po této tragédii byl Oidipús zbaven vlády nad Thébami a vyhnán z města. Jeho starší dcera Antigona ho do
vyhnanství doprovázela, Isména však tolik síly neměla. Když její otec těsně před svou smrtí proklel své dva syny Eteokla a Polyneika, sbírala své síly, aby odvrátila jejich bratrovražednou válku, ale ani to nedokázala.
Nový thébský král Kreón zakázal pohřbít tělo padlého Polyneika, poslechla, na rozdíl od Antigony, která to udělala i pod hrozbou smrti. Na poslední chvíli projevila Isména odvahu sdílet se svou sestrou smrt, ale Antigona její oběť odmítla, prý se slovy: „Nezasluhuješ si smrt, zvolila jsi život“.